# Consolida orientalis
Consolida orientalis es una especie de la familia de las ranunculáceas.

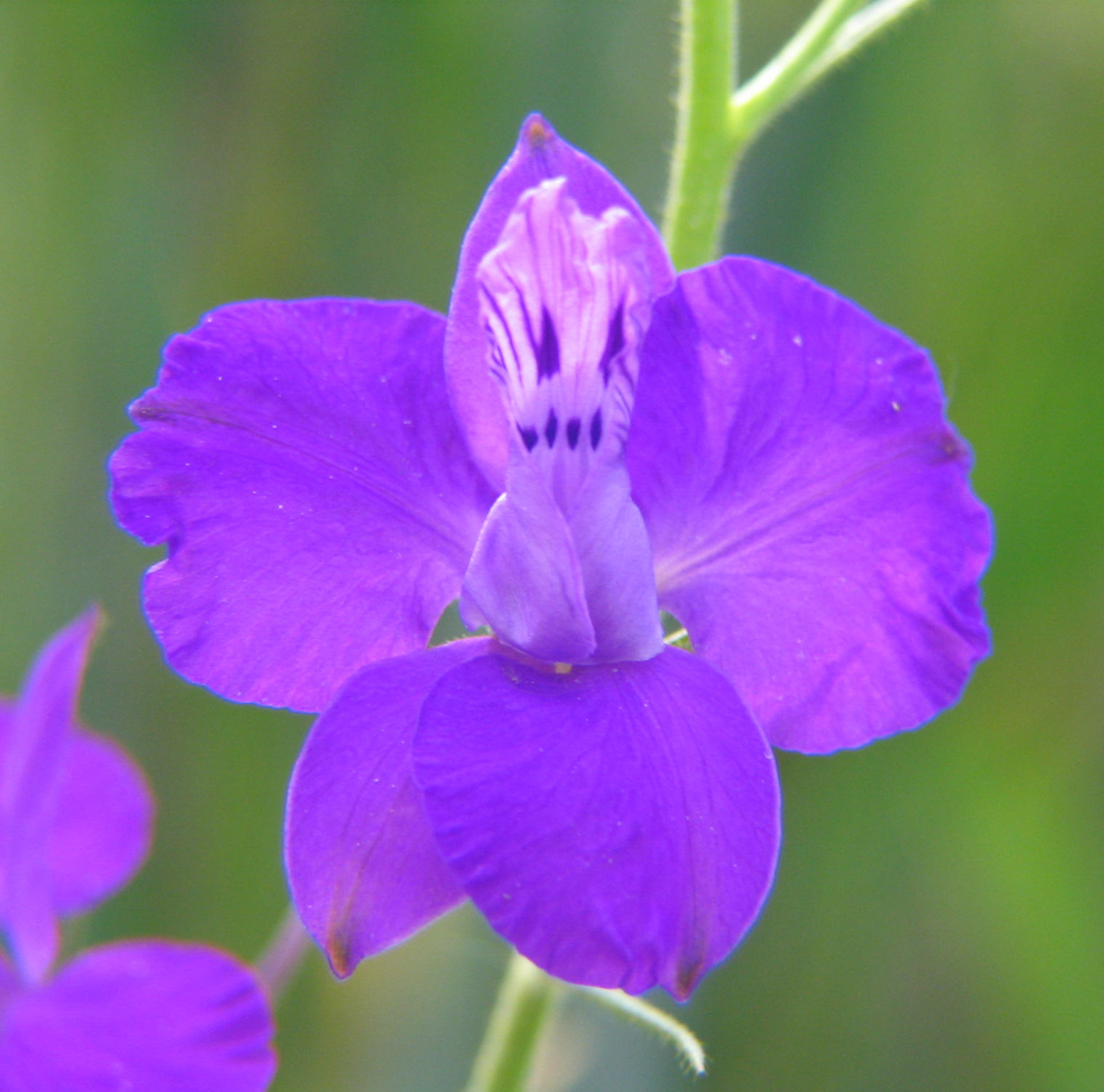
Detalle de la flor

## Hábitat
Son naturales del mediterráneo en España en Alicante, Castellón y Valencia donde crece en sembrados, barbechos y márgenes de caminos.

## Descripción
Es una hierba anual, que puede sobrepasar el medio metro de altura. Tiene las hojas divididas en segmentos lineares de hasta 2 mm de anchura. Las flores se agrupan en inflorescencias en racimo. Son de color violáceo, zigomorfas, con el perianto petaloideo, formando un espolón que oscila entre los 6-10 mm. Cuando fructifica forma un único folículo muy aparente, de entre 1,5-2,5 cm.

## Taxonomía
Consolida orientalis fue descrita por (J.Gay) Schrödinger y publicado en Abhandlungen der Kaiserlich-königlichen Zoologisch-botanischen Gesellschaft in Wien. 4(Heft 5): 8, 62 (index). 1909.
Citología
Número de cromosomas de Consolida orientalis (Fam. Ranunculaceae) y táxones infraespecíficos: n=8.
Citología
Número de cromosomas de Consolida ajacis (Fam. Ranunculaceae) y táxones infraespecíficos: 
2n=16.
Etimología
Ver:Consolida
orientalis: epíteto latino que significa "oriental".
Sinonimia
- Consolida orientalis subsp. hispanica (Costa) Laínz
- Consolida orientalis var. hispanica (Costa) Losa & Rivas Goday
- Delphinium hispanicum var. grandiflorum Willk.
- Delphinium hispanicum var. longibracteatum Pau
- Delphinium hispanicum Willk. ex Costa
- Delphinium orientale subsp. hispanicum (Willk. ex Costa) Batt.
- Delphinium orientale var. hispanicum (Willk. ex Costa) Pau
- Delphinium orientale J.Gay[6]
- Consolida hispanica (Willk. ex Costa) Greuter & Burdet
- Delphinium ajacis var. orientale (Gay) Finet & Gagnep.
- Delphinium bithynicum Griseb.
- Delphinium ornatum C.D.Bouché[7]

## Nombres comunes
- Castellano: conejillos de jardín, conejitos, conejitos de jardín, consuelda, consuelda real, espuela caballera, espuela de caballero, espuelas de dama, espuelas de doncella, espuelas de enamorado, espuelas de galán, espuelas del delfín, pie de alondra.[6]